# Margit Gutmann
Margit Gutmann (geboren am 19. Dezember 1903 in Erding; gestorben vermutlich 1943 im KZ Auschwitz) war eine deutsche Lehrerin und Opfer des Holocaust.

## Leben

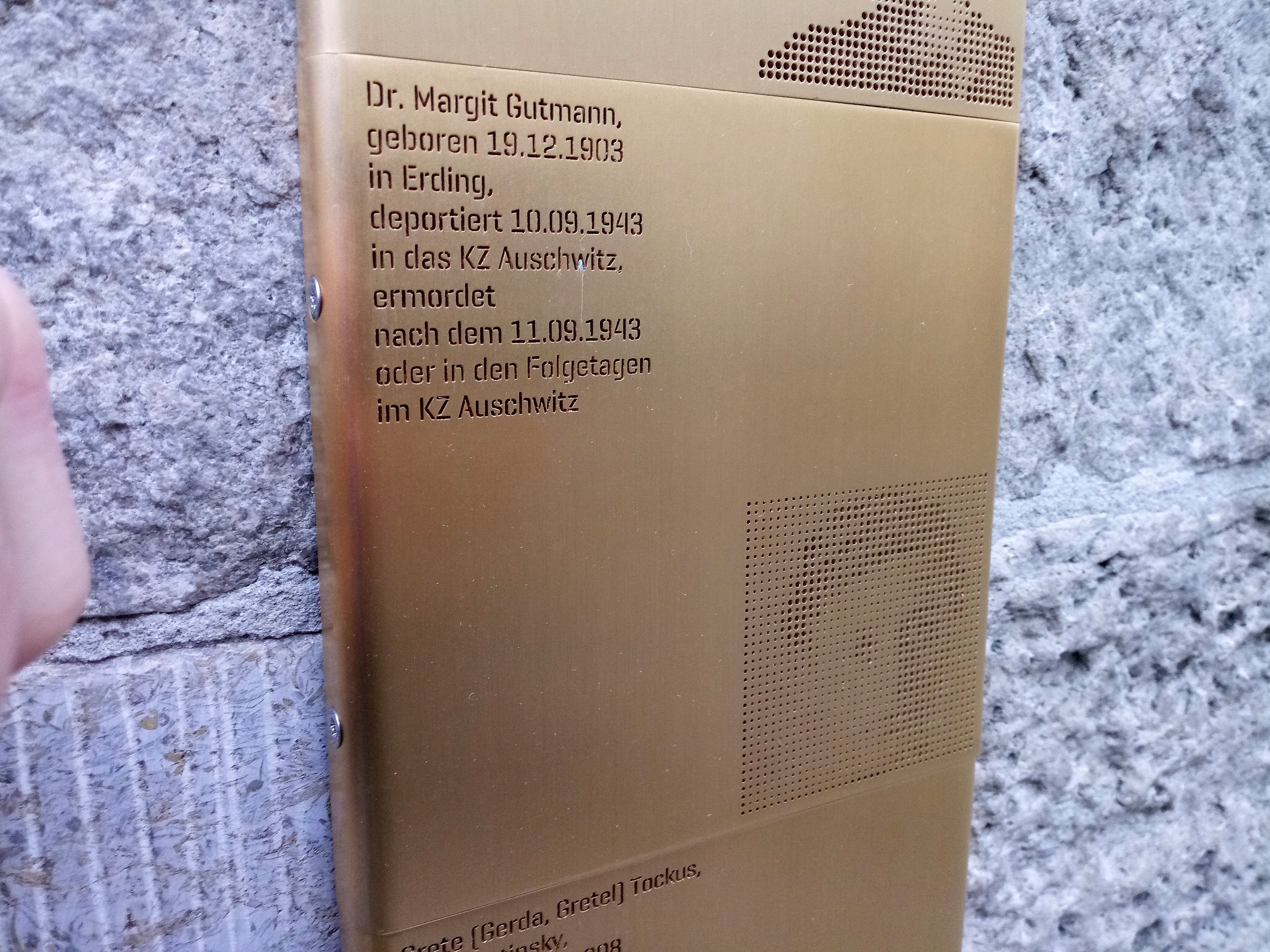
Erinnerungszeichen für Margit Gutmann

Gutmann war die Tochter der Oberlandesgerichtsrates Arthur Gutmann und dessen Ehefrau Julie Gutmann, geborene Rosenstern. Da der Vater 1907 nach Nürnberg versetzt wurde, besuchte Margit von 1910 bis 1912 die dortige Vorschule an der Städtischen Höheren Mädchenschule in der Labenwolfstraße. Nachdem der Vater einem Ruf nach München gefolgt war, ging sie von 1912 bis 1914 zur Volksschule in München-Bogenhausen und trat 1914 in die Städtische Höhere Mädchenschule am St.-Anna-Platz ein, wechselte 1917 an das Städtische Mädchengymnasium in der Luisenstraße über, wo sie 1923 die Reifeprüfung in dessen humanistischen Abteilung ablegte.
Vom Sommersemester 1923 bis Wintersemester 1926/27 studierte sie an der Ludwig-Maximilians-Universität  München ein Semester Jura, sieben Semester Klassische Philologie, deutsche Sprache sowie Geschichte und legte im März 1927 die Erste Lehramtsprüfung ab, während die Zweite ein Jahr später folgte. Am 25. April 1928 war Gutmann nach Frankenthal zugezogen und unterrichtete von April 1928 bis März 1932 an der Karolinenschule in Frankenthal.
Am 1. Oktober 1928 stellte sie den Antrag um Zulassung zum Examen rigorosum und reichte ihre Dissertation ein. Das Examen rigorosum wurde am 21. Dezember 1928 abgehalten, wobei das Hauptfach und das 1. Nebenfach mit „Magna cum laude“, das 2. Nebenfach mit „Cum laude“ bewertet wurden. Ihre Dissertation erhielt die Note Magna cum laude, was auch als Gesamtresultat festgestellt wurde.
Als Studienrätin war sie schon im April 1933 wegen ihrer jüdischen Herkunft entlassen worden. Ab August 1938 musste sie nach der Zweiten Verordnung zur Durchführung des Gesetzes über die Änderung von Familiennamen und Vornamen als zusätzlichen zweiten Vornamen „Sara“ angeben. Bis 1. Juli 1942 war Gutmann als Lehrerin bei der Reichsvereinigung der Juden in Deutschland tätig.
Ab dem 15. Dezember 1942 lebte Margit Gutmann illegal im Untergrund in Berlin. Ihre Wohnung wurde am 29. Mai 1943 geräumt. Obwohl Margit Gutmann untergetaucht war, reichte sie ihre Vermögenserklärung mit Datum 31. August 1943 beim Finanzamt ein. Es ist nicht bekannt, was sie dazu veranlasst hat. Dadurch wurde in Erfahrung gebracht, wo sie sich aufhielt, und bereits am 7. September 1943 veranlasste der Obergerichtsvollzieher in Berlin im Auftrage der Geheimen Staatspolizei die Einziehungsverfügung des hinterlassenen Vermögens zu Gunsten des Deutschen Reiches.
Am 10. September 1943 wurde Gutmann mit dem 42. Transport in das KZ Auschwitz deportiert, wo sie auch ankam. Seitdem gibt es kein Lebenszeichen mehr von ihr, weshalb sie als „verschollen“ gilt. Ihre Eltern starben im Ghetto Theresienstadt; der Vater am 17. August 1942 und die Mutter am 25. Januar 1943.
Die Schüler des Karolinengymnasiums Frankenthal setzten für Margit Gutmann auf dem Gehweg Ecke Johannes-Mehring-Straße/Karolinenstraße am 7. November 2013 einen Stolperstein, und zwar dort, wo sich in Frankenthal die ehemalige Karolinenschule befand, in der sie unterrichtet hatte.
Im November 2022 wurde im Rahmen des Projekts Erinnerungszeichen für Opfer des NS-Regimes in München an ihrer ehemaligen Schule in der Luisenstraße 7 in München eine Gedenktafel für sie angebracht.

## Schriften
- Die Nebensätze in ausgewählten Schriften des hippokratischen Corpus und ihre Bedeutung für die Verfasserfrage, München, Univ., Diss., 1928 [1930].